# Катиу
Катиу (фр. Katiu) — атолл в архипелаге Туамоту (Французская Полинезия). Расположен в 25 км к северо-востоку от атолла Макемо и в 13 км к северу от островов Раевского.

## География
Площадь острова составляет 27 км². В центре расположена крупная лагуна, соединённая с океаническими водами узким проходом.

## История
Катиу был открыт в 1820 году русским путешественником Ф. Ф. Беллинсгаузеном, который назвал его островом Остен-Сакена в честь героя Отечественной войны 1812 года.

## Административное деление
Административно входит в состав коммуны Макемо.

## Население
В 2007 году численность населения атолла составляла 285 человек. Главное поселение — деревня Хитианау.

## Экономика
Основные занятия местных жителей — производство копры и вылов чёрного жемчуга.